# フィッシュ川 (ナミビア)
フィッシュ川（フィッシュがわ、英語：Fish River、アフリカーンス語：Visrivier, ドイツ語：Fischfluss）は、ナミビア共和国の川である。
マリエンタル近郊のハーダップ・ダムを水源とし、ほぼ真南に流れた後、大西洋から100kmの、南アフリカ共和国との国境付近でオレンジ川に合流する。
冬期には干上がり、フィッシュ・リバー・キャニオン（全長 160km、深さ 550m）の光景が楽しめる。